# Пам Сити (Флорида)
Пам Сити (енгл. Palm City) насељено је место без административног статуса у америчкој савезној држави Флорида.

## Демографија
По попису из 2010. године број становника је 23.120, што је 3.023 (15,0%) становника више него 2000. године.
| Група             | 2000.          | 2010.          |
| Белци             | 18.971 (94,4%) | 21.024 (90,9%) |
| Афроамериканци    | 217 (1,1%)     | 248 (1,1%)     |
| Азијати           | 206 (1,0%)     | 365 (1,6%)     |
| Хиспаноамериканци | 556 (2,8%)     | 1.241 (5,4%)   |
| Укупно            | 20.097         | 23.120         |